# Francova diktatura
Francova diktatura (špa. Régimen de Franco), službeno Španjolska država (špa. Estado Español) također poznata i kao Nacionalistička Španjolska (tijekom Španjolskog građanskog rata), razdoblje je u povijesti kraljevine Španjolske između 1936. i 1975., kada je Francisco Franco preuzeo kontrolu nad Španjolskom od vlade Druge španjolske republike nakon Španjolskog građanskog rata.
Španjolski građanski rat počeo je kao državni udar španjolske vojske na poluotoku (peninsulares) i u Španjolskom Maroku (africanistas) 17. srpnja 1936.  Prevrat je imao podršku većine desničara u Španjolska uključujući većinu španjolskog katoličkog klera, fašističkima sklonoj Falangi, te karlističkih monarhista.  Državni udar je eskalirao u građanski rat u trajanju od tri godine nakon što su Fašistička Italija i Nacistička Njemačka pristale podržati Franca počevši prebacivati africanistas na kopno. Drugi podupirači su bili Portugal pod Antóniom Salazarom, dok je prezentacija građanskog rata kao "križarskog rata" ili "obnove Rekonkviste" privukao simpatije katolika na međunarodnoj razini i sudjelovanje irskih katoličkih dobrovoljaca. Iako je vlada Velike Britanije imala više razumijevanja prema frankistima dok je Narodni front Vlade Francuske je želio podržati Republiku, obje frakcije su potpisale sporazum o neuplitanju intervencijom u listopadu 1936. Drugu španjolsku republiku je podržavao Staljinov Sovjetski Savez od prosinca 1936. i Meksiko.

## Dolazak na vlast
Franco je službeno bio priznat kao Caudillo španjolske domovine od strane Nacionalnog odbora za obranu (Junta de defensa nacional) koji je upravljao teritorijem okupiranim od strane nacionalista 1. listopada 1936.  U travnju 1937.  Franco je preuzeo kontrolu nad Falangom, kojoj je tada na čelu bio Manuel Hedilla nasljednik osnivača Primo de Rivere, pogubljenog u studenom 1936. i asimilirao je zajedno s karlistima u ono što je postalo poznato kao Falange Espanola Tradicional y de las JONS, službena stranka frankoista nazivana i Movimiento posebno u kasnijim godinama režima. Falangisti su bili koncentrirani na lokalne razine vlasti,  iskorištavali građanski rat u zamahu za masovne mobilizacije kroz svoje pomoćno osoblje i sindikate prikupljajući prijave neprijateljskih stanovnika i zapošljavajući radnike u sindikate . Iako su ugledni falangisti na višoj razini države, pogotovo prije kasnih 1940-ih, bilo je više koncentracije monarhista, vojnih dužnosnika i drugih tradicionalnih konzervativnih frakcija na tim razinama. Međutim, Falange ostala jedina stranka tijekom Francova režima a njena ideologija, Nacional-sindikalizam, ostao je službena ideologija države.
Frankisti su preuzeo kontrolu nad Španjolskom kroz sveobuhvatni i metodički rat iscrpljivanjem (guerra de desgaste) koji je uključivao zatvaranje i smaknuća Španjolaca proglašenih krivim za podupiranje vrijednosti koje je  (barem u teoriji) promicala Republika - regionalnu autonomiju, liberalnu i socijalnu demokraciju, slobodne izbore i ženska prava. Desničari su držali te "neprijateljske elemente" kao "anti-Španjolske", produktom "judeo-masonske" zavjere, zajedno s boljševicima, koji su evoluirali nakon Rekonkviste, a koja je formalno bila završena Granadskim ukazom 1492. o protjerivanju Židova iz Španjolske. Na kraju španjolskog građanskog rata,  režima vlastitim procjenama režima, više od 270.000 muškaraca i žena bilo je po zatvorima, a nekih 500.000 su pobjegli u egzil. Veliki broj onih zarobljenih vraćen je u Španjolsku ili interniran u nacističke sabirne logorima kao neprijatelji bez državljanstva. Između šest i sedam tisuća prognanika iz Španjolske stradalo je poginuo u Mauthausenu. Procijenjeno je da je više od 200.000 Španjolaca umrlo je u prvim godinama diktature, 1940-42, kao rezultat političke represije, gladi i bolesti vezane uz sukob. Najniže procjene broja pogubljenja u prvih pet godina nakon rata su 50.000.
Španjolske jake veze sa silama osovine rezultirale su međunarodnim izopćenjem u godinama poslije Drugog svjetskog rata. To se promijenilo s novim hladnim ratom gdje je Francov jaki antikomunizam prirodno naginjao režim savezništvu sa Sjedinjenim Američkim Državama. Neovisne političke stranke i sindikati su bili zabranjeni tijekom trajanja diktature Ipak,  nakon uredbe za ekonomsku stabilizaciju uzdigli su se kasnih 1950-ih, otvarajući put za masivna strana ulaganja -. "Prekretnica u poslijeratnoj ekonomskoj, socijalnoj i ideološkoj normalizacija dovodi do iznimno brzog ekonomskog rasta "- koja je obilježila španjolsko sudjelovanje u sveeuropskoj poslijeratnoj gospodarskoj normalnosti usredotočenoj na masovnu potrošnju i konsenzus, za razliku od sovjetskog bloka "
Dana 26. srpnja 1947 Španjolska je proglašena kraljevstvom, ali i vladar nije bio određen do 1969 s imenovanjem Juana Carlosa de Borbón kao Francovog službenog nasljednika kao šefa države. Franco je htio za nasljednika   Blanca ali te nade su se ugasnule njegovim ubojstvom 1973. Godine Sa smrću Franca 20. studenoga 1975., Juan Carlos je postao kralj Španjolske. On je inicirao daljnju tranziciju zemlje prema demokraciji, tako da je na kraju Španjolska postala ustavna monarhija s izabranim parlamentom.

## Vlada
Nakon Francove pobjede 1939., Falange (FET y de las Jons formirana godine 1937. od strane FE de las Jons, u Carlists i nekoliko konzervativnih skupina) proglašena je jedinom zakonitom strankom u Španjolskoj, te se potvrdila kao glavni sastojak Movimiento Nacional. U izvanrednom stanju, 100-člano Nacionalno vijeća (središnji odbor) FET-a je funkcionirao kao improvizirano zakonodavno tijelo Španjolske do donošenja organskih zakona 1942. (Ley Organica) i konstituiranja Zakona o Cortesu (Ley Constitutiva de las Cortes) iste godine, tijekom kojeg je ponovno otvoren parlament 18. srpnja 1942.
Organski zakon je u konačnici Vladu učinio odgovornom za donošenje svih zakona, dok je Cortes definiran kao čisto savjetodavno tijelo koje nije niti birano izravno niti općim pravom glasa.  Budući da je Franco kao "šef države" imenovao i razrješivao sve ministre, on je zapravo bio jedini izvor zakonodavstva. Zakonom o državnom referendumu (Ley del Referendum Nacional), donesenim 1945. godine određeno je da svi "temeljni zakoni"  trebaju biti odobreni referendumom, na kojem samo glave obitelji mogu glasati. Lokalna općinska vijeća imenovali su na sličan način čelnici obitelji i lokalnih poduzeća kroz izbore, dok je gradonačelnike imenovala vlada. Na taj način Španjolska je bila jedna od najcentraliziranijih zemalja u Europi, a svakako najcentraliziranija u zapadnoj Europi nakon pada portugalskog diktatora Marcela Caetana u Revolucija karanfila.
Referendum Zakon je korišten dva puta tijekom Francove vladavine - 1947. godine, kada je referendum oživio španjolsku monarhiju s Francom kao de facto doživotnim regentom s jedinistvenim pravom imenovanja nasljednika, te 1966. godine, za odobrenje novog "organskog zakona" ili ustava, koji je navodno ograničavao i jasno definirao Francove ovlasti, kao i formalno stvorio moderni ured predsjednika Vlade Španjolske. Odgađajući pitanje republike ili monarhije za njegove 36-godišnje diktature, i odbijanjem da sam stupi na prijestolje sam 1947. godine, Franco je nastojao ne antagonizirati ni monarhijske karliste (koji su poželjni obnovu vlasti pod dinastijom Bourbon), niti republikanske "stara košulje ", odnosno, izvorne Falangiste. Godine 1961., Franco je ponudio Ottu von Habsburgu na prijestolje, ali ga je on odbio, te kraju usvojio Ottovu preporuku odabirom mladog Juana Carlosa Bourbona 1969. godine kao nasljednika na prijestolju, ubrzo nakon njegova 30. rođendana (minimalne potrebne dobi prema Zakonu o sukcesiji).
Godine 1973., zbog starosti i da bi umanjio svoje breme upravljanja Španjolskom, Franco je podnio ostavku na mjesto predsjednika vlade i imenovao na to mjesto admirala Luisa Carrera Blanca, ali je sebi ostavio mjesto šefa države, glavnog zapovjednika Oružanih snaga i šefa Movimiento Nacional. Međutim, Carrero Blanco je ubijen u istoj godini, te je Franco imenovao civila, Carlosa Ariasa Navarra za novog premijera zemlje.

## Oružane snage
Tijekom prve godine mira, Franco je dramatično smanjio veličinu španjolske vojske; od gotovo milijun na kraju građanskog rata do 250.000 početkom 1940. godine, gdje su većinom vojnika bili dvogodišnji ročnici. Zabrinutost zbog međunarodne situacije,  mogući ulazak Španjolske u Drugi svjetski rat, kao i prijetnje invazije dovele su ga da poništiti neke od tih ograničenja. U studenom 1942. sa savezničkim iskrcavanjima u Sjevernoj Africi i na njemačkom okupacijom od Višijske Francuske neprijateljsko okruženje je stiglo čvršće nego ikad na španjolsku granicu, te je Franco naredio djelomičnu mobilizaciju, čime je vojska porasla naviše od 750.000 ljudi. Ratno zrakoplovstvo i mornarica su također rasli u brojkama i u proračunima, na 35.000 pilota i 25.000 mornara do 1945. godine, iako je iz fiskalnih razloga Franco morao obuzdati pokušaje obiju službi za dramatičnim proširenjima. Vojska je zadržala snagu od oko 400.000 ljudi do kraja rata.

## Kolonijalno carstvo i dekolonizacija
Španjolska je pokušala zadržati kontrolu nad posljednjim ostacima svog kolonijalnog carstva tijekom Francove vladavine. Za vrijeme alžirskog rata (1954. – 1962.), Madrid je postao baza francuske vojne desničarske skupine  Organisation de l'armée secrète (OAS) koja je nastojala očuvati Alžir pod francuskom upravom. Unatoč tome, Franco je bio prisiljen napraviti neke ustupke. Kasnije, kada je Francuski Maroko postao neovisan 1956. godine, Franco je predao Španjolski Maroko Mohammedu V, zadržavajući samo nekoliko enklava (Plazas de soberanía). Godinu dana nakon kasnije, Mohammed V. je napao Španjolsku Saharu tijekom Ifni rata (poznat kao "zaboravljeni rat" u Španjolskoj). Tek 1975. godine, sa Zelenim ožujkom i vojnom okupacijom,  Maroko je preuzeo kontrolu nad svim bivšim španjolskim područjima u Sahari.
Godine 1968., pod pritiskom Ujedinjenih naroda, Franco je odobrio neovisnost španjolskoj koloniji Ekvatorijalnoj Gvineji, a sljedeće godine, ustupio je eksklavu Ifni Maroku. Pod Francom, Španjolska je također vodila kampanju za suverenitet nad britanskim prekomorskim teritorijem Gibraltara, te zatvorila svoju granicu s Gibraltarom godine 1969. Granica neće biti u potpunosti otvoren do 1985.

## Frankoizam
Dosljedne komponente frankoizma su bile iznad svega autoritarnost, nacionalizam, nacionalni katolicizam, militarizam, konzervativizam, antikomunizam i antiliberalizam, kao i frontalno odbacivanje masonstva; neki autori navode i integralizam Stanley Payne, znanstvenik fašizma i Španjolske, primjećuje: ".. jedva bilo koji od ozbiljnih povjesničara i analitičara Franco razmotriti generalissimo biti jezgra fašistička" Prema povjesničaru Walteru Laqueuru "tijekom građanskog rata, španjolski su fašisti bili prisiljeni podrediti svoje aktivnosti nacionalističkim svrhama. Na čelu su bili vojni vođe poput generala Francisca Franca, koji su bili konzervativci u svim bitnim aspektima. Kada je završio građanski rat Franco je bio toliko duboko ukorijenjen da Falanga nije imala šanse. U ovom autoritarnom režimu, nije bilo mjesta za političku oporbu. Fašisti su postali niže pozicionirani partneri u vladi, te su kao takvi, morali prihvatiti odgovornost za politiku režima bez mogućnosti značajnijeg sudjelovanja u njegovu oblikovanju ". Vijeće sigurnosti Ujedinjenih naroda 1946. godine opisalo je Francovu vladu kao" fašističku "negirajući njeno priznanje dok nije razvila više reprezentativnu vladu.

### Razvoj
Za razliku od Prima de Rivere (osnivača Falange kojeg su pogubili republikanci tijekom rata), Franco nije imao nikakvu konzistentnu političku ideologiju, osim žestokog antikomunizma i anti-anarhizma.
Falange, fašistička stranka formirana tijekom Republike, ubrzo se pretvara u okvir u Movimiento Nacional. U travnju 1937. godine, Falange Española Tradicionalista y de las Juntas de Ofensiva Nacional-Sindicalista ("Španjolska tradicionalistička Falanga i skupština narodno-sindikalističke ofenzive", FET y de las JONS) nastala je apsorpcijom velike većine karlističkih tradicionalista od strane Falange Espanola de las Juntas de Ofensiva Nacional-Sindicalista, koja je i sama bila rezultat ranije absobrpcije  Juntas de Ofensiva Nacional-Sindicalista (JONS) koju je izvela Riverina Falange Española. Ova stranka, često nazivana Falange, postala je jedina stranka za vrijeme Francova režima. Međutim, pojam "stranke" općenito je izbjegavan, posebno nakon Drugog svjetskog rata, kada je najčešće bila nazivana "Nacionalni pokret" ili jednostavno "Pokret".

### Autoritarizam
Glavna točka onih znanstvenika koji smatraju španjolsku državu više autoritarnom nego fašističkom, jest da je FET-JON bila relativno heterogena a ne ideološki monolit. Nakon Drugog svjetskog rata, Falanga se protivila slobodnom tržištu kapitala, ali su u konačnici prevladali tehnokrati, od kojih su neki bili povezani s Opusom Dei, izbjegavali sindikalističku ekonomiju i preferirali veću konkurenciju kao sredstvo postizanja brzog gospodarskog rasta i integraciju s ostatkom Europe.
Španjolska država je bila autoritarna: nevladini sindikati i svi politički protivnici širom političkog spektra su bili ili potisnuti ili pod kontrolom svim sredstvima, uključujući i policijsku represiju. Većinom gradova u zemlji i ruralnim područjima su patrolirali članovi Guardia Civil u parovima, vojna policija je nadzirala civile. Veći gradovi i prijestolnice, bili su uglavnom pod jakom zaštite Policía Nacional, obično nazivane grises zbog njihove sive odore. Franco je također bio u središtu pozornosti kulta ličnosti gdje se učilo da je poslan od strane Providnosti spasiti zemlju od kaosa i siromaštva.
Članovi potlačenih kretali su se od katoličkih sindikata do komunističkih i anarhističkih organizacija i liberalnih demokrata te katalonskih i baskijskih separatista. Confederación Nacional del Trabajo (CNT)', i  Unión General de Trabajadores (UGT) su bili zabranjeni, a zamijenio ih je 1940. godine od korporativnim Sindicato Vertical. Španjolskia socijalistička radnička stranka (PSOE), stranka i Esquerra Republicana de Catalunya (ERC) su zabranjene godine 1939, dok je Komunistička partija Španjolske (PCE) otišla u podzemlje. Studenti koji su tražili demokraciju pobunili su se u kasnim 1960-im i ranim 1970-im,  ali su ih suzbili grises. Baskijska nacionalistička stranka (PNV) otišla je u egzil,  godine 1959. godine, stvorena je naoružana skupina ETA u cilju rata niskog intenziteta protiv Franca. Franco, kao i drugi u to doba, pokazivao je zabrinutost zbog moguće masonske i židovske urote protiv njegova režima. 
Franco je nastavio osobno potpisivati sve smrtne presude do nekoliko mjeseci prije smrti, unatoč međunarodnim kampanjama za odustajanjem. 

### Nacionalizam
Francov španjolski nacionalizam promovirao je jedinstveni nacionalni identitet suzbijajući kulturne raznolikosti Španjolske. Borbe s bikovima i flamenco [38] su promovirani kao nacionalne tradicije, a oni običaji koji nisu smatrani španjolskima bili su zabranjeni. Francovo tumačenje španjolske tradicije bio je donekle umjetno i proizvoljna: dok su neke regionalne tradicije potiskivane, Flamenco, andaluzijska tradicija, smatrala se djelo većeg, nacionalnog identiteta. Sve kulturne aktivnosti bile su predmet cenzure, a mnoge su bile planski zabranjene (često na čudan način). Ova kulturna politika popustila je s vremenom, osobito u kasnim 1960-im i ranim1970-im.
Franco je nerado donosio bilo kakav odluke o decentralizaciji i zadržao potpuno centralizirani oblik vlasti sa sličnom upravnom strukturom koje su ustanovili dinastija Burbon i General Miguel Primo de Rivera y Orbaneja. Takve strukture su imale za uzor francusku centraliziranu države. Glavni nedostatak ove vrste upravljanja bio je da su Vladina pozornost i inicijative bile neredovite, i često su ovisile o dobroj volji predstavnika regionalne Vlade nego o regionalnim potrebama. Dakle, nejednakost u obrazovanju, zdravstvu i prijevoznom infrastrukturom među regijama imale su uzorak: klasično bogate regije poput Madrida, Katalonije ili Baskije su prošle puno bolje nego Extremadura, Galicija i Andaluziji. Neke regije, kao što su Extremadura ili La Mancha nisu imale ni sveučilište.
Franco je ukinuo autonomiju odobrenu od strane druge španjolskog Republike u ove dvije regije i Galiciji. Franco je ukinuo stoljetni fiskalne povlastice i autonomije (na fueros) u Gipuzkoi i Biskai, službeno klasificiranima kao   "izdajničke regije", ali ih je zadržao za Alavu. Navari,  koja je bila jedno od Francovih najvećih uporišta u ratu i kolijevka karlista, Franco je odlučio ostaviti stare porezne povlastice i autonomije.
Franco je također koristio jezičnu politiku u pokušaju da se uspostavi nacionalne homogenosti. Unatoč tomu što je on sam bio Galjegos, dakle pripadnik jezične manjine, u skladu sa svojim nacionalističkim principima,  ukinuo je službeni status i priznanje baskijskog, galicijskog i katalonskog jezika koji je dodijelila Druga španjolska republika po prvi put u povijesti Španjolske. Vratio je u španjolski kao jedini službeni jezik države i obrazovanja, iako su milijuni građana ove zemlje govorili druge jezike. Pravni korištenje bilo kojeg drugog jezika osim španjolskog bilo je zabranjeno. Sve vladine, javnobilježničke, pravne i trgovačke isprave morale su biti sastavljene isključivo na španjolskom a pisanje na drugim jezicima je smatrano ništavnim. Korištenje bilo kojeg drugog jezika bilo je zabranjeno u školama, oglašavanje, vjerski obredi, te prometni znakovi i natpisi na trgovinama bili su je zabranjeni. Publikacije u drugim jezicima uglavnom su zabranjivane, iako su građani nastavili govoriti drugim jezicima u javnosti.
Takva je situacija bila tijekom cijelih 1940.-ih i tijekom 1950-ih, ali tijekom posljednjih godina 1960-tih vlasti su postale blaže. Čak i tako, nekastiljanski jezici i dalje su se suzbijali i nikada nisu dobili službeni status: svi državni, javnobilježnički, pravni i poslovni dokumenti i dalje su sastavljani isključivo na španjolskom a oni napisani na drugim jezicima su smatrani ništavnim.
Osim toga, popularizacija obveznog nacionalnog obrazovnog sustava kao i razvoj modernih masovnih medija, oboje pod kontrolom države i na španjolskom jeziku, i jako je smanjila broj govornika baskijskog, katalonskog i galicijskog, kao što se dogodilo u drugoj polovici 20. stoljeća s drugim europskim manjinskim jezicima koje nisu bili službeno zaštićeni kao npr. škotski gaelski ili bretonski. Do 1970-ih, većina stanovništva u urbanim područjima nije znala govoriti manjinski jezik, ili, kao u nekim katalonskim gradovima, njihova uporaba je bila napuštena. Najugroženiji je bio baskijski jezik. Do 1970-ih baskijski je dosegao točku u kojoj svako daljnje smanjenje broja baskijskih govornika ne bi jamčilo potrebnu generacijsku obnovu i sada je priznato da bi jezik bio nestali u samo nekoliko desetljeća.

### Katoličanstvo
Iako je sam Franco prethodno nije bio poznat kao jako pobožan katolik, njegov režim koristio je religiju vrlo često kao način povećanja svoje popularnost u cijelom katoličkom svijetu, osobito nakon Drugog svjetskog rata. Franco se sve više prikazivao kao vatreni katolik i nepokolebljivog branitelj katoličkog svijeta. Tijekom cijelog trajanja Francova režima, katoličanstvo je bilo državna religija. Tako režim favorizirao vrlo konzervativno katoličanstvo, te poništavao proces sekularizacije koji se dogodio tijekom Druge Republike a  'simbiozu vjere, domovine i Caudillo' dala je Crkvi veliki politički utjecaj.
Zakon o političkoj odgovornosti iz veljače 1939. dao je Crkvi priliku postati istražna ustanova iznad zakona sa svakom župom zaduženom za obavljanej policijskog nadzora nad svojim župljanima u istoj razini kao i predstavnici lokalne vlasti i lokalni vođe Falange.  Za neke službene poslove tražila se potvrda od svećenika o "dobrom ponašanju". Prema povjesničaru Julianu Casanovi, "Izvještaji koji su preživjeli otkrivaju ogorčenost zbog nasilnog antiklerikalizma i neprihvatljive razinu sekularizacije španjolskog društva postignutog tijekom republikanskih godina."Zakon iz 1939. je napravio je od svećenika, u zajedništvu s vladinim dužnosnicima, istražitelje ideološke i političke prošlosti naroda.
Katolicizam je postao službena religija španjolske države, koja je provodila katoličke društvene norme. Vlasti su poticale prijavljivanja na radnom mjestu. Gradsko vijeće na primjer Barcelone obvezalo dužan sve vladine funkcionere da " prijave odgovarajućima vlastima ljevičare u svom odjelu i sve što znaju o njihovim aktivnostima." Zakon donesen 1939. godine institucionalizirano je čištke po javnim službama Pjesnik Carlos Barral zabilježio da je u njegovoj obitelji ", bilo kakva aluzija na republikansku rodbinu strogo izbjegavana.  Svi su sudjelovali u entuzijazmu za novu eru i zamatali se omotom pobožnosti. " Samo kroz tišinu su osobe povezane s Republikom mogle biti relativno sigurne da će izbjegne zatvor ili nezaposlenost. Čak i nakon smrti Franca, cijena mirne tranzicije u demokraciju će biti šutnja i "prešutni dogovor da se zaboravi prošlost."
Građanski brakovi sklopljeni u republikanskoj Španjolskoj proglašeni su ništavnim, osim ako nisu bili ovjereni od strane Crkve. Razvod, kontracepcijska sredstva i pobačaj su zabranjeni. Međutim, provedba tih mjera je bila nedosljedna. Papa Pija XII. je Franca imenovao članom Vrhovnog Reda Krista dok je Španjolska sama bila posvećena Srcu Isusova. Američki predsjednik Harry Truman,  baptist i mason,  imao je malo vremena za Franca i napomenuo da je baptist mogao biti pokopan samo noću u oranom tlu (ovo je izgleda malo vjerojatno, jer je država dala izgraditi neka muslimanska groblja i džamije). Njegova uprava izbacila je Španjolsku s popisa potencijalnih primatelja Marshallovog plana.
Veze Katoličke crkve s Francovom diktaturom dodijelile su joj kontrolu nad školama u zemlji. Raspela su ponovno postavljana po učionicama. Nakon rata, Franco je izabrao Joséa Ibáñeza Martína,  člana Nacionalne katoličke udruge propagandista (AcNdP) za vođenje Ministarstva. On je držao mjesto 12 godina, u kojoj je završio zadatak čišćenja mistarstva koje je započela Komisija za kulturu i poučavanja kojoj je na čelu bio José María Pemán.  Pemán vodio rad s katoliciziranim školama državnim pokroviteljstvom i raspodjeli velikodušno financiranih crkvenih škola. Romualdo de Toledo, šef Nacionalne službe za osnovnoškolsko obrazovanje bio je tradicionalist koji je držao svoj model škole po uzoru na "samostan sv. Benedikta. "Svećenstvo zaduženo obrazovnog sustava kaznilo je i opljačkalo tisuće nastavnika ljevičara i dalo španjolske škole obiteljima falangista, lojalnih vojnika, i katoličkih obitelji. U nekim pokrajinama, kao što je Lugo, "gotovo svi učitelji su bili otpušteni." Na sveučilišnoj razini taj je proces također prevladavao, jer su Ibáñez Martín, katolički propagandist, i Opus Dei osigurali profesure samo najvjernijima.
Djeca „crvenih“  učila su u sirotištima koja su vodili svećenici i časne sestara da su njihovi roditelji " počinili velike grijehe za koje bi im oni mogli pomoći u okajanju, za što su mnogi poticani na služenje Crkvi."
Frankoizam je izražavao snažnu predanost militarizmu, hypermaskulinizmu i tradicionalnoj ulozi žene u društvu: ljubljenog djeteta svojih roditelja i braće, vjerne svome mužu, koja živi sa svojom obitelji. Službena propaganda ograničila je ulogu žene na roditeljsku skrbi i majčinstvo. Većina progresivnih zakone donosenih u doba Republike su bili poništeni. Žene nisu mogle postati suci, odnosno svjedočiti na suđenju. Oni nisu mogle mogu postati sveučilišni profesori.  Tijekom 1960-ih i 1970-ih godina, situacija je postajala sve liberaliziranija, a puna liberalizacija je dočekana tek nakon Francove smrti. 
Franco nije imao osobitu želju za kraljem zbog zategnutih odnosa s legitimnim nasljednikom krune, Don Juanom de Borbónom. Stoga, on je ostavio prijestolje slobodnim sa sobom kao de facto vladarom. Godine 1947., Franco proglasio Španjolsku monarhiju, kroz zakon Ley de Sucesión en la Jefatura del Estado, ali nije imenovati monarha. Umjesto toga, on je postavio temelje za njegovo nasljeđivanje. Ta gesta uglavnom je učinjena kako bi se primirile monarhističke frakcije unutar Movimiento. Nosio je odoru jednog kapetana generala (čin tradicionalno rezerviran za kralja), boravio u kraljevskoj palači Pardo, prisvojila Kraljevski privilegij putuje pod baldahinom, a njegov portret se pojavljivao na većini španjolskih kovanica. Doista, iako je njegov formalni naslov bio jefe del Estado (šef države) i Generalísimo de los Ejércitos Españoles (generalissimo španjolskih oružanih snaga), on je nazivan Caudillo de España por la gracia de Dios', (milošću Božjom, Caudillo Španjolske). Por la Gracia de Dios bila je tehnička, pravna formulacija u kojem se navodi suverenost u apsolutnim monarhijama i bila korištena prije Franca samo za monarhe.
Dugo odgađani izbor Juana Carlosa de Borbóna kao Francovog službenog nasljednika godine 1969. bio je neugodno iznenađenje za mnoge zainteresirane strane, jer Juan Carlos nije bio zakoniti nasljednik ni za karliste ni za legitimiste.

## Građanski rat u frankoističkoj Španjolskoj
Tijekom dvadeset godina nakon rata Francova Španjolska predstavila je sukob konflikt kao križarski rat protiv boljševizma u obranu kršćanske civilizacije. U Francoističkom narativu, autoritarnost je porazila anarhiju i nadzirala eliminaciju "agitatora",  bezbožnika i judeo-masonske zavjere. Kako su u Francovoj službiu bile tisuće sjevernoafričkih vojnika, anti-islamski osjećaj "je utišan ali stoljećima stari mit o maurskoj opasnosti ležao u osnovi mita "komunističkoj prijetnji" kao današnjoj "istočnoj kugi." Službeni stav je, dakle,  bio da je ratna Republika je jednostavno bila proto-staljinistički monolit, njezini čelnici namjerno stvoreni španjolski sovjetski satelit. Narativ o antikomunističkom križarskom ratu i dalje postoji i kao "manjinska akademska povijest", te u medijima prijateljski, politički sklonim Francu. (Stanley Payne /Pio Moa). Ovaj diskurs zaklonio društvene korijene rata i analizu njegovih početaka. Mnoga španjolska djeca odrasla su vjerujući da se rat vodio protiv stranaca. Slikar Julian Grau Santos je rekao " u mene se usadilo i uvijek sam vjerovao da je Španjolska pobijedila u ratu protiv stranih neprijatelja naše povijesne veličine."

## Gospodarska politika
Građanski rat je opustošio španjolsko gospodarstvo. Infrastruktura je bila oštećena, radnici poubijani, a dnevni poslovi ozbiljno ugroženi. Već više od desetljeća nakon Francove pobjede, gospodarstvo se slabo popravljalo. Franco je početku vodio političku autarkiju, prekidanje gotovo čitave međunarodne trgovine.Politika je imala razorne posljedice, a gospodarstvo je stagniralo. Samo sudionici na crnom tržištu su mogli uživati evidentan porast bogatstva.
Godine 1940. Osnovan je  "Vertikalni Sindikat". Bio je nadahnut zamislima José Antonia Prima de Rivere,[nedostaje izvor] koji je mislio da će klasna borba završiti tako što ćete grupirati zajedno radnici i vlasnici u skladu s korporativnim načelima. To je bio jedini zakonititi sindikat, i bio je pod kontrolom vlade. Ostali sindikati su zabranjeni i snažno potisnuti zajedno s političkim strankama izvan FET-JONS.
Jednom prilikom, češki inženjer i varalica uspio je uvjeriti generala s vodama da bi vode rijeke Jarama i pojedinim biljkama i tajnim prašcima, Španjolsku mogle opskrbiti potrebnom naftom.[nedostaje izvor] Drugom prigodom, uvjeravao je ljude u plana za rješavanje strašne gladi u zemlji tijekom 1940-ih koji se trebao sastojati tako da populaciju od 30 milijuna nahrani sendvičima od mesa velikih riba i druhih morskih životinaj (dupina, tune, sabljarke i kitova). (La Memoria Insumisa, Nicolás Sartorius y Javier Alfaya, 1999). Procjenju je se da je do 200.000 ljudi umrlo od gladi tijekom ranih godina Francova režima, razdoblja poznat kao Los anos de Hambre (godine gladi).
Na rubu bankrota, kombinacija pritiska iz SAD-a, MMF-a i tehnokrata iz Opusa Dei uspjela je "uvjeriti" režim da usvoji slobodno tržišno gospodarstvo godine 1959. Ovu ekonomsku liberalizaciju nisu, međutim, popratile političke reforme i represija se nastavila nesmanjenom žestinom.
Gospodarski rast nakon 1959. godine nakon što je Franco preuzeo vlast od ovih ideologa i dao više snage liberalnim tehnokratima. Zemlja je usvojila nekoliko politika razvoja i rasta postigavši  "španjolsko čudo". Usporedno s nedostatkom socijalnih reformi, te prabacivanja ekonomske snage, započela je plima masovnog iseljavanja: u europske zemlje, te u manjoj mjeri, u Južnu Ameriku. Iseljavanje je pomoglo režimu na dva načina: Zemlja se riješila viška stanovništva, a iseljenici suopskrbljivali zemlju toliko potrebnim novčanim doznakama.
Tijekom 1960-ih Španjolska je doživjela daljnje povećanje bogatstva. Međunarodne tvrtke uspostavljale su svoje tvornice u Španjolskoj: plaće bile niske, porezi gotovo da i nisu postojali, štrajkovi su zabranjeni, za zdravlje na radu ili državnu regulativu se nije čulo. Španjolska je postala druga najbrže rastuća ekonomija u svijetu, odmah iza Japana. Brz razvoj tog razdoblja postao je poznat kao španjolsko čudo. U vrijeme Francove smrti, Španjolska je i dalje zaostajala za zemljama zapadne Europe, no jaz između njezina BDP-a po glavi stanovnika od glavnih gospodarstava Zapadne Europe znatno se suzio; U svjetskim razmjerima, Španjolska je već uživala prilično visok materijalni standard života s osnovnim, ali sveobuhvatnim uslugama. Međutim, razdoblje između sredine 1970-ih i sredinom 1980-ih bio je dokazano teško, uz naftne šokove kojima je Španjolska bila vrlo izložena, uspostavljanje novog političkog poretka koji je preuzeo prednost nad modernizacijom gospodarstva.

## Naslijeđe
U Španjolskoj i inozemstvu, Francova ostavština ostaje kontroverzna. U Njemačkoj je preimenovana eskadrila nazvana po Werneru Möldersu, budući da je taj pilot vodio jedinice u bombardiranje Guernice. Godine 2006.  BBC je izvijestio da je Maciej Giertych, zastupnik u Europskom parlamentu iz desničarske Lige poljskih obitelji, je izrazio divljenje za Francovom stasu koji je navodno "jamčio održavanje tradicionalnih vrijednosti u Europi."
Španjolsko mišljenje se promijenilo. Nekoliko kipova Franca i drugih javnih simbola je uklonjeno, a posljednji kip u Madridu je uklonjen godine 2005. Osim toga, Stalna komisija Europskog parlamenta "odlučno" je osudila u rezoluciji jednoglasno usvojenoj u ožujku 2006. "višestruke i teške povrede "ljudskih prava počinjee u Španjolskoj pod Francovim režimom od 1939. do 1975. Rezolucija je usvojena na inicijativu MEP Lea Brincata i povjesničara Luisa Marije de Puiga, te je prva međunarodna službena osuda represije Francova režima. rezolucija je također pozvala na osiguranje pristupa povjesničarima (profesionalnim i amaterima) raznim arhivima iz tog razdoblja, uključujući i one iz Fundación Francisco Franco koja je, kao i druge frankoističke arhive, i dalje od 2006. nedostupna javnosti. Nadalje, on je apelirao španjolske vlasti za postavljanje podzemne izložbe u spomeniku Valle de los Caídos, kako bi se objasnili strašni uvjeti u kojima je izgrađen. Konačno, predlaže izgradnju spomenika Francovim žrtvama u Madridu i drugim važnim gradovima.
U Španjolskoj je ljeta 2004. započelo s radom povjerenstvo za popravak dostojanstvo i povratak sjećanja na žrtve frankoizma (Comisión stavak reparar la dignidad y restituir la Memoria de las víctimas del Franco), u režiji tadašnje potpredsjednice HFP--president Marije Terese Fernandez de la Vega. Zbog svoje jezične politike, Francova ostavština se uvijek posebno loše percipira u Kataloniji i baskijskim provincijama. Baskijska provincije i Katalonija su među područjima koja su pružale najjači otpor Francu u građanskom ratu, kao i za vrijeme njegova režima.
Godine 2008., Udruga za oporavak povijesnog sjećanja (ARHM) pokrenula je sustavnu potragu za masovnim grobnicama ljudi pogubljenih tijekom Francova režima, koja je dobila podršku nakon pobjede španjolske Socijalističke radničke stranke, vlade Zapatera iz 2004. godine. Ley de la Memoria Historica de España (Zakon o povijesnom sjećanja Španjolske) donesen je godine 2007. Zakon je trebao provesti službeno priznanje zločina počinjenih nad civilima tijekom Francove vladavine i organizirati pod državnim nadzorom potragu za masovnim grobnicama.
Istraživanja su počeli u širokim razmjerima oko otmice djeca tijekom Francovih godina. Izgubljeni djeca frankoizma mogu brojati i do 300.000.